# Eu Hei-de Amar Uma Pedra
Eu Hei-de Amar Uma Pedra é um livro do escritor português António Lobo Antunes, publicado em 2004, pela Dom Quixote. Um rapaz provinciano conhece uma rapariga e começam a namorar. Vão viver para Lisboa, ela para trabalhar como empregada doméstica e costureira e ele como operário. Ela é diagnosticada com tuberculose, enviada para um sanatório em Coimbra e eles perdem o contacto. O homem casa-se, enriquece com uns negócios e compra a fábrica onde trabalhara. Um dia, os dois encontram-se em Lisboa. Passam a encontrar-se todas as semanas numa hospedaria da Graça, às quartas-feiras. No Verão ela alugava um toldo na praia do Algarve onde ele ia com a família para se poderem olhar. Na Primavera iam a Sintra ver as acácias em flor..